# Melis Zoltán
Melis Zoltán (Budapest, 1947. szeptember 11. –) olimpiai- és Európa-bajnoki ezüstérmes evezős. 

## Pályafutása
Az 1969-es klagenfurti evezős Európa-bajnokságon a kormányos nélküli négyes számokban ezüstérmet szerzett. Az 1968-as mexikóvárosi olimpián ezüstérmet szerzett. Az 1972-es müncheni olimpián hetedik lett.